# Les Cinc Fonts
Les Cinc Fonts és una obra de Sant Joan de les Abadesses (Ripollès) protegida com a Bé Cultural d'Interès Local.

## Descripció
El bé es coneix com “Les cinc fonts” tot i que presenta una inscripció on posa “Mare de la Font”. Se situa en un costat de l'espai triangular que hi ha a l'estrep del sector de l'Estació del Pont Vell. Tot i que s'aprofita aquest espai per la reconstrucció del pont l'any 1976, en aquest espai ja hi havia hagut una font, instal·lada l'any 1956 però amb un únic raig d'aigua.